# Гайдар Аркадій Петрович
Арка́дій Петро́вич Гайда́р (справжнє прізвище — Го́ликов, рос. Аркадий Петрович Гайдар; 9 (22) січня 1904, Льгов, Курська губернія, Російська імперія, тепер Росія — 26 жовтня 1941, ст. Ляплава, поблизу с. Ліпляве, Канівський район, Корсунський ґебіт, Райхскомісаріат Україна, тепер Україна) — російський радянський дитячий письменник-прозаїк, автор широковідомої свого часу повісті «Тимур та його команда» та оповідання «Чук і Гек», чекіст. Входить до числа постатей, що підлягають декомунізації в Україні.

## Життєпис
Народився в невеликому робітничому селищі під Льговом в родині вчителів. Влітку 1919 року навчався на Київських військових курсах (містилися у Володимирському кадетському корпусі).
За громадянської війни в Росії був командиром 58 окремого полку армії під час придушення народного селянського повстання в Тамбовській губернії. Після Тамбова восени 1921 року Гайдар був відправлений до Башкирії для придушення «залишків банд куркульського і націоналістичного спрямування» частинами особливого призначення (ЧОП).
Після цього був начальником ВЧК в Хакасії на кордоні з Тувою. За деякими свідченнями, власноручно вбивав жорстокими способами багатьох невинних місцевих жителів, не білогвардійців (вони були в тайзі), а простих селян[джерело?]. Навіть командувач ЧОПом Єнісейської губернії В. Какоулін був змушений визнати: «Моє враження: Голиков з ідеології неврівноважений хлопчисько, що скоїв, користуючись службовим становищем, цілий ряд злочинів»[джерело?]. Останньою краплею, що переповнила чашу терпіння командирів, стало те, що Голиков, незважаючи на наказ доставити полонених у штаб для допиту, взяв та й розстріляв їх[джерело?]. Какоулін вирішив відкликати Голикова в Красноярськ для з'ясування «обставин». У результаті Аркадій Голиков був звільнений з армії, виключений з партії і направлений на психіатричний огляд.[джерело?]
Після чого, у зрілому віці, страждав на психічні розлади, вдавався до спроб самогубства, пив. Спробував лікуватися, але безуспішно. У своєму щоденнику фіксував чергові нічні кошмари у зашифрованому вигляді. За спогадами друзів та колег-письменників, свої оповідання писав, як правило, в перервах між запоями, зачинившись від усіх на кілька днів у своїй кімнаті.[джерело?]

## Участь у Другій світовій війні
Під час Другої світової війни був армійським кореспондентом «Комсомольської правди». Створив військові нариси «Біля переправи», «Міст», «У переднього краю», «Ракети та гранати». Після оточення у вересні 1941 року частин Південно-Західного фронту в районі Умань-Київ потрапив у партизанський загін, де став кулеметником. 26 жовтня 1941 року Аркадій Гайдар загинув поблизу села Ліпляве Канівського району Черкаської області.
Радянська пропаганда подає наступну версію загибелі Гайдара. П'ять партизанів на чолі з Гайдаром рухались у напрямі нової бази партизанського загону та несли харчі для бійців. Вранці 26 жовтня 1941 року вони зупинилися перепочити неподалік залізничного насипу біля села Ліпляве. Гайдар узяв відро, аби набрати картоплі в хаті шляхового обхідника. На самому гребені насипу він помітив німців, що зачаїлися в засідці. Він встиг гукнути: «Ребята, немцы!», — після чого був убитий з кулемета. Це врятувало решту партизанів: вони встигли втекти від засідки.
За свідченнями місцевих жителів[джерело?], Гайдар був убитий на світанку, але засідка була зроблена німцями ще з вечора. У складі засідки був мотоцикл із коляскою та кулеметом. Усе це наштовхує на думку, що причиною загибелі Гайдара була зрада когось з місцевих жителів, можливо — шляхового обхідника.
Є ще одна версія загибелі Гайдара. Вона так само є версією місцевих жителів. Ніби-то Гайдар у селі Ліпляве мав коханку. Рано вранці повертався від неї до загону, і дорогою переходив залізничний насип. Гайдар був помічений місцевим мешканцем на прізвище Литовченко, і на наказ зупинитися почав тікати. Стояв густий туман, Литовченко миттєво вскинув рушницю І навмання вистрілив в бік втікача.[джерело?] Цей єдиний постріл став фатальним для Гайдара. До речі кажучи, Литовченко мав добру репутацію серед місцевого населення, і його подальша доля є невідома, але він дожив до похилого віку у тому ж Ліпляво, і помер у 1990-і роки. 1947 року Аркадій Гайдар був перепохований у Каневі.

## Українська незалежність очима Аркадія Гайдара
Курсантом Київських військових курсів у 1919 р. Аркадій Гайдар брав участь у придушенні повстань антирадянськи налаштованих громадян Української Республіки 1920х рр. проти тогочасних органів влади (радвлади), їх співробітників і прихильників. Згадки про це містяться у першому, майже автобіографічному творі «У дні поразок і перемог», написаному в 1923—1924 рр. Очима головного героя Сергія Горінова Аркадій Голиков-Гайдар показує Україну (Українську Республіку) відразу після приходу Червоної Армії на її терени, очима її солдата (козака) і командира (старшини), прихильника популярних в його середовищі ідей інтернаціоналу, комунізму, більшовизму і радвлади, Країни Рад, Радянського Союзу. Світогляд автора і головного героя відображає тодішню історичну реальність, коли прихильників Української Республіки, звичайних українців, які виступали за самостійність України називали «окупантами», хохлами, петлюрівцями, самостійниками тощо, включаючи навіть тих із них, хто служив у лавах самої Червоної Армії[джерело?].
|  | Єдиним носієм слідів останньої окупації були вивіски різних підприємств і установ, перейменовані за наказом отамана Петлюри на український лад. Крізь погано замащену фарбою вивіску «Парикмахер» проглядало «Цирульня», замість «Типография» — «Друкарня». |

Підкреслює Гайдар і вороже ставлення українського населення до радянської влади. Потяг з курсантами, що іде з Москви до Києва, трохи не відправляють під укіс залізничники, що служать Петлюрі, а ось якими словами автор характеризує Київ:
|  | Гарне місто! — Так! Тільки вже дуже багато в ньому різної сволоти. Скільки тут ховається агентів петлюрівських, донських, іноземних, а то й просто колишньої чорної сотні! |

Метод боротьби з українським сепаратизмом Гайдар бачить у встановленні штучного голодомору:
|  | - Так, брате! Ці голоду не знали, — показав Сергій на хохлів біля запряжених волами, навантажених возів. — Це не те, що наші опродрозкладнені селяни. — Я думаю, що якби вони знали, що таке неврожай, то не годували б таку силу розбійницьких зграй. А то — там Струк, там Мазуренко, там Клименко... |

Свідчить Гайдар і про фізичне знищення окупантами українських повстанців, борців за незалежність:
|  | Спійманий нахабно дивився на присутніх довкола. Вивернули його кишені: лист, наказ і жовто-блакитний значок. Офіцер, колишній штабс-капітан, а теперішній отаман — Горленко… Біля кам'яної стіни поруч з церковною огорожею, перед відділенням курсантів, похмуро опустивши голови, стали четверо людей, як спіймані вовки кидаючи погляди спідлоба. Сергій подивився на них холодно і спокійно. Наступного дня ешелон швидко відносив курсантів додому в Київ. Зустріч була влаштована урочиста, з промовами та квітами. |

Таким чином, написана по гарячих слідах, безпосереднім учасником подій, перша повість Гайдара є яскравим свідком злочинів радянської влади проти української незалежності.

## Твори
Найвідоміші твори Аркадія Гайдара: «PBC» (1925), «Школа» (1930), «Четвертий бліндаж», «Військова таємниця» (1935), «Тимур і його команда» (1940), «Чук і Гек» (1939), «Доля барабанщика» (1938), оповідання «Блакитна чашка» (1936). Твори письменника увійшли до шкільної програми, активно екранізувалися, перекладені багатьма мовами світу. Існує думка, що пропагандистський твір «Тимур і його команда» фактично поклав початок «тімурівському руху», що ставив своєю метою добровольчу допомогу ветеранам і людям похилого віку з боку піонерів.

## Особисте життя
- У шлюбі з першою дружиною Лією Солом'янською 8 грудня 1926 року народився син Тимур[10].

## Вшанування
У Радянському Союзі книги Гайдара відігравали величезну роль у вихованні підростаючих поколінь в радянських традиціях. Ім'я Гайдара було присвоєно багатьом школам, вулицям міст і сіл СРСР.
В Україні особа Гайдара підпала під закон про декомунізацію.
Могила А. Гайдара лежить у міському парку м. Канева. Неподалік міститься Літературна Канівщина (кол. бібліотека-музей Гайдара). Також на його честь названо один з астероїдів.